# Brachychiton velutinosus
Brachychiton velutinosus é uma espécie de angiospérmica da família Sterculiaceae.
Pode ser encontrada na Austrália e Papua-Nova Guiné.
Está ameaçada por perda de habitat.